# 香港島專線小巴5號線
香港島專線小巴5號線為一條來往香港仔至銅鑼灣的小巴路線，與4系線不同的就是本線經黃泥涌峽、壽臣山，而不經香港仔隧道，而且收費較高。

## 歷史
- 1975年7月：5號線開辦，初時往來香港仔舊大街至銅鑼灣（渣甸坊），當時只在平日早上繁忙時間以外提供服務。[1]
- 1980年2月起試行廿四小時服務，為期三個月，深宵班次每半小時一班。[2]
- 1981年1月：總站遷往南寧街及白沙道。[3]
- 1995年：總站由恩平道搬到景隆街，不再駛經禮頓道及希慎道等街道。
- 2009年4月3日：逢星期一至五（公共假期除外），10:00-15:00期間每半小時由香港仔及銅鑼灣開出的班次，將會繞經深水灣徑（嘉名苑）。
- 2009年7月4日：推出與56線轉乘本線（或相反）之八達通轉乘優惠。
- 2010年3月14日：往銅鑼灣方向，改經山光道、黃泥涌市政大廈及養和醫院等街道，不經雲地利道、加路連山道及禮頓道。
- 2010年4月7日：於平日上午0900前由香港仔開出的班次，恢復改經雲地利道、加路連山道及禮頓道等街道，不經山光道、黃泥涌市政大廈及養和醫院。
- 2012年6月3日：調整收費，全程收費由$7調整至$7.8，而分段收費由$2.7-$5.3調整至$3-$6不等。
- 2015年1月5日：原有4C線葛量洪醫院特別班次改由本線負責；開出時間維持不變；另取消由深水灣徑往銅鑼灣的特別班次，以及增設由黃竹坑道／葛量洪醫院往香港仔方向轉乘4A/4B/4C/4S線之八達通轉乘優惠。
- 2016年6月19日：銅鑼灣總站由駱克道遷往謝斐道，往香港仔方向改經波斯富街及禮頓道。
- 2016年12月28日：繞經葛量洪醫院之特別班次取消，由4M/59A轉乘5M之轉乘優惠取代。

## 服務時間及班次
| 由香港仔（南寧街）開出 | 由銅鑼灣（謝斐道）開出 | 班次（分鐘） |
| 每日                   | 每日                   | 每日         |
| ---------------------- | ---------------------- | ------------ |
| 06:00-20:30            | 06:00-20:30            | 15-30        |

特別班次
| 銅鑼灣（謝斐道）→香港仔（南寧街） | 銅鑼灣（謝斐道）→香港仔（南寧街） |
| 星期一至五上課日                  | 星期一至五上課日                  |
| 服務時間                          | 班次（分鐘）                      |
| --------------------------------- | --------------------------------- |
| 07:00-09:00                       | 15／20                            |

## 行車路線
| 香港仔中心開 | 香港仔中心開                | 香港仔中心開       | 銅鑼灣開 | 銅鑼灣開                       | 銅鑼灣開           |
| 序號         | 主要車站位置                | 街道               | 序號     | 主要車站位置                   | 街道               |
| ------------ | --------------------------- | ------------------ | -------- | ------------------------------ | ------------------ |
| 1            | 香港仔中心小巴總站          | 香港仔中心小巴總站 | 1        | 謝斐道總站                     | 謝斐道             |
| 2            | 業漁大廈 （逸港居）         | 香港仔大道         | 2        | 利舞臺廣場                     | 波斯富街           |
| 3            | 香港仔工業學校              | 黃竹坑道           | 3        | 禮頓中心 （時代廣場銅鑼灣站）  | 禮頓道             |
| 4            | 甄沾記大廈                  | 黃竹坑道           | 4        | 禮頓山社區會堂                 | 黃泥涌道           |
| 5            | 業興街                      | 黃竹坑道           | 5        | 樂活道                         | 黃泥涌道           |
| 6            | 海洋公園道 （香港仔運動場） | 黃竹坑道           | 6        | 雅谷大廈                       | 黃泥涌道           |
| 7            | 葛量洪醫院                  | 黃竹坑道           | 7        | 駿景台                         | 藍塘道             |
| 8            | 黃竹坑新圍                  | 黃竹坑道           | 8        | 冬青道                         | 藍塘道             |
| 9            | 壽山花園                    | 壽山村道           | 9        | 蟠龍道                         | 藍塘道             |
| 10           | 松柏花園                    | 壽山村道           | 10       | 瑪利曼中學                     | 藍塘道             |
| 11           | 壽山別墅                    | 壽山村道           | 11       | 怡園 （香港港安醫院—司徒拔道） | 黃泥涌峽道         |
| 12           | 佳蕙園                      | 壽臣山東道         | 12       | 香港網球中心                   | 黃泥涌峽道         |
| 13           | 文禮苑                      | 深水灣道           | 13       | 黃泥涌水塘公園                 | 黃泥涌峽道         |
| 14           | 大潭水塘道                  | 黃泥涌峽道         | 14       | 文禮苑                         | 深水灣道           |
| 15           | 香港網球中心                | 黃泥涌峽道         | 15       | 佳蕙園                         | 壽臣山東道         |
| 16           | 箕璉閣                      | 藍塘道             | 16       | 壽山別墅                       | 壽山村道           |
| 17           | 蟠龍道                      | 藍塘道             | 17       | 松柏花園                       | 壽山村道           |
| 18           | 冬青道                      | 藍塘道             | 18       | 壽山花園                       | 壽山村道           |
| 19           | 駿景台                      | 藍塘道             | 19       | 黃竹坑新圍                     | 黃竹坑道           |
| 20           | 載德街                      | 藍塘道             | 20       | 黃竹坑室內運動場               | 黃竹坑道           |
| 21           | 養和醫院                    | 黃泥涌道           | 21       | 香港仔運動場                   | 黃竹坑道           |
| 22           | 快活谷馬場                  | 黃泥涌道           | 22       | 業興街                         | 黃竹坑道           |
| 23           | 太平洋帆船酒店              | 摩理臣山道         | 23       | 中國銀行                       | 黃竹坑道           |
| 24           | 南洋酒店                    | 摩理臣山道         | 24       | 勝利工廠大廈                   | 黃竹坑道           |
| 25           | 馬師道天橋                  | 馬師道             | 25       | 逸港居                         | 香港仔海傍道       |
| 26           | 鵝頸橋底                    | 駱克道             | 26       | 香港仔海濱花園                 | 香港仔海傍道       |
| 27           | 銅鑼灣廣場2期               | 駱克道             | 27       | 金豐大廈                       | 香港仔大道         |
| 28           | 謝斐道總站                  | 謝斐道             | 28       | 利港中心                       | 洛陽街             |
|              |                             |                    | 29       | 香港仔中心小巴總站             | 香港仔中心小巴總站 |

## 收費
- 全程收費：$11
  - 黃泥涌峽道往銅鑼灣（謝斐道）：$8.5
  - 藍塘道往銅鑼灣（謝斐道）：$5.2
  - 黃泥涌峽道往香港仔中心：$8.5
  - 黃竹坑道往香港仔中心：$4.6

| - 此路線大小同價。 - 65歲或以上長者使用長者或個人八達通（包括「樂悠咭」），合資格殘疾人士使用「殘疾人士身份」個人八達通，以及60至64歲香港居民使用「樂悠咭」繳付車資，均可享有每程劃一$2.0的政府長者及合資格殘疾人士公共交通票價優惠計劃。 - 乘客可以現金或八達通卡於上車時付款，不設找贖。 |

### 八達通轉車優惠
- 5←→39C、39S、51、51S、52、58、58A、59、59A、63、63A：由本路線往香港仔方向於上車後1小時內轉乘上述路線，或由上述路線轉乘本路線往銅鑼灣方向，次程可獲$1優惠。
- 5→4A、4B、4C、4S、35M ﹕由本路線往香港仔方向於上車後1小時內轉乘以上路線前往石排灣，次程免費。
- 4A、4B、4C、4S、35M→5﹕由上述路線往銅鑼灣/灣仔/香港仔方向於上車後30分鐘內轉乘本路線往銅鑼灣方向，可獲回贈首程車費。
- 5←→56：由本路線往銅鑼灣方向於上車後1小時內轉乘上述路線往北角方向，或由上述路線轉乘本路線往香港仔方向，次程可獲$1優惠。